# Norman Malloy
Norbert Joseph „Norm” Malloy (Kanada, Ontario, Renfrew, 1905. július 28. – Kanada, Saskatchewan, Regina, 1982. augusztus 15.) olimpiai bajnok kanadai jégkorongozó.
A Winnipeg Hockey Club támadója volt és 1931-ben megnyerték az Allan-kupát, amiért a kanadai amatőr jégkorongcsapatok szálltak harcba. Ennek köszönhetően képviselhették Kanadát az 1932. évi téli olimpiai játékokon, a jégkorongtornán, Lake Placidban, mint a kanadai jégkorong-válogatott. Csak négy csapat indult. Oda-visszavágós rendszer volt. Az amerikaiakat legyőzték 2–1-re, majd 2–2-es döntetlent játszottak. A németeket 5–0-ra és 4–1-re győzték le, végül a lengyeleket 10–0-ra és 9–0-ra verték. Ez az olimpia világbajnokságnak is számított, ezért világbajnokok is lettek. 5 mérkőzésen játszott és 3 gólt ütött, valamint 2 gólpasszt adott.
2004-ben beválasztották a Manitoba Sports Hall of Fame-be.